# Byrsia latiplaga
Byrsia latiplaga är en fjärilsart som beskrevs av Rothschild 1912. Byrsia latiplaga ingår i släktet Byrsia och familjen björnspinnare. Inga underarter finns listade i Catalogue of Life.